# Heeresgruppe H
Il Gruppo d'armate H (tedesco: Heeresgruppe H) si riferisce ad un gruppo di armate, nell'ambito della Wehrmacht, costituito durante la Seconda guerra mondiale.
Costituito l'11 novembre 1944 nei Paesi Bassi, con l'aggregazione dei comandi dello Stato maggiore dell'Armeeabteilung Kleffel e dell'Armeeabteilung "Serbien", era responsabile del fronte lungo i Paesi Bassi e l'odierna Renania Settentrionale-Vestfalia, compreso le città di Mönchengladbach e Duisburg.
Nel marzo del 1945, con la nomina del Generalfeldmarschall Ernst Busch venne rinominato Oberkommando Nordwest.
Dopo aver fronteggiato le forze britanniche, con la fine della guerra, l'8 maggio 1945, si arrese al Feldmaresciallo Bernard Montgomery nei pressi di Lüneburg.

## Teatri operativi e Armate
| Periodo       | Teatro operativo   | Armate                        |
| dicembre 1944 | Fronte Occidentale | 1. Fallschirmarmee 15. Armee  |
| gennaio 1945  | Fronte Occidentale | 1. Fallschirmarmee; 25. Armee |

## Comandanti
- 1º novembre 1944 - 28 gennaio 1945, Generaloberst Kurt Student
- 28 gennaio - 21 marzo 1945, Generaloberst Johannes Blaskowitz
- 21 marzo - 7 aprile 1945, Generalfeldmarschall Ernst Busch